# Watching the Wheels
Watching the Wheels (englisch für „Die Räder beobachten“) ist ein Lied von John Lennon aus dem Jahr 1980, das von ihm geschrieben und in Kooperation mit Yoko Ono und Jack Douglas produziert wurde. Es erschien im November 1980 auf dem Album Double Fantasy und vier Monate später als Single.

## Hintergrund

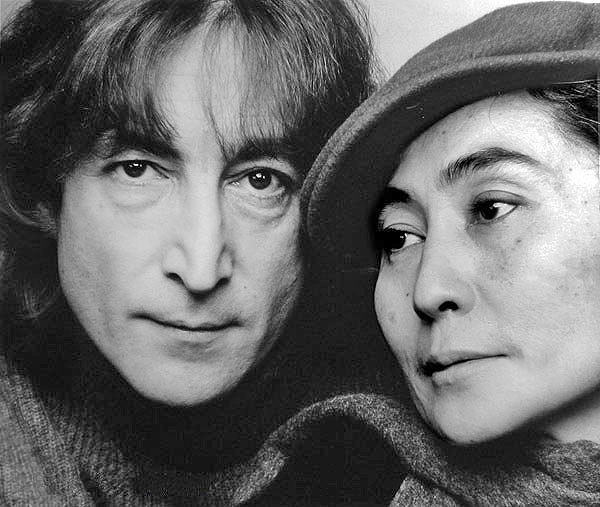
John Lennon und Yoko Ono, 1980

In dem Lied beschreibt John Lennon, welche Anfragen ihm während seiner fünfjährigen musikalischen Inaktivität gestellt wurden und wie er darauf antwortete.
Lennon sagte 1980 gegenüber David Sheff: „Es ist eine Songversion des Liebesbriefs von John und Yoko. Es ist eine Antwort auf die Frage: "Was hast du getan?" "Nun, ich habe das gemacht – die Räder beobachtet.“
In den 1970er Jahren war es üblich, dass Künstler jedes Jahr ein Album veröffentlichten, und längere Zurückgezogenheit galt als ungewöhnlich. John Lennon war der Routine überdrüssig geworden und entschlossen, seinen kleinen Sohn Sean großzuziehen.
Der Song begann als Titel Emotional Wreck, von dem Lennon Ende 1977 ein Demo aufnahm. 1978 entwickelte sich das Lied Emotional Wreck und es entstand daraus der Titel People. Im folgenden Jahr wurde es in I'm Crazy umbenannt und in Lennons Haus in Dakota auf einem Klavier aufgenommen. I'm Crazy enthielt einige Textzeilen, die später in Watching the Wheels weggelassen wurden. Anfang 1980 wurde aus dem Song schließlich Watching the Wheels. Lennon nahm ein Demo mit einer E-Gitarre auf und verlieh dem Lied einen Boogie-Rhythmus, auf den später verzichtet wurde. Im Juni 1980 nahm er dann ein letztes Demo auf, bevor er ins Studio ging, um das Album Double Fantasy aufzunehmen. Das Demo wurde 1998 auf dem Boxset John Lennon Anthology veröffentlicht.
Die fraglichen Räder (Wheels) waren zum Teil wörtlich gemeint – die Fahrzeuge, die Lennon von seinen Fenstern im sechsten Stock des Dakota aus sehen konnte – und zum Teil im übertragenen Sinne. Die Idee, passiv zu beobachten, wie sich Zahnräder in einer Maschine drehen, war ein Thema in Lennons Songs, die bis zu Nowhere Man auf dem Beatles-Album Rubber Soul von 1965 zurückreichen.
John Lennon sagte gegenüber dem Rolling Stone Magazine: „Beobachten Sie die Räder? Das ganze Universum ist ein Rad, nicht wahr? Räder drehen sich im Kreis. Es sind hauptsächlich meine eigenen Räder. Aber, weißt du, mich selbst zu beobachten ist wie alle anderen zu beobachten. Und ich beobachte mich selbst auch durch mein Kind.“
Die Single wurde mit einem Coverfoto veröffentlicht, auf dem John Lennon und Yoko Ono zu sehen sind, wie sie das Dakota Gebäude verlassen. Es wurde von Paul Goresh aufgenommen, einem Amateurfotografen, der sich mit Lennon angefreundet hatte.

## Musikvideo
2003 ließ Yoko Ono ein Musikvideo zu dem Song herstellen. Das Video enthält Ausschnitte von Filmen mit John Lennon, Yoko Ono und Sean Lennon von folgenden Drehorten: Cayman Islands, Florida, Japan and New York.

## Aufnahme

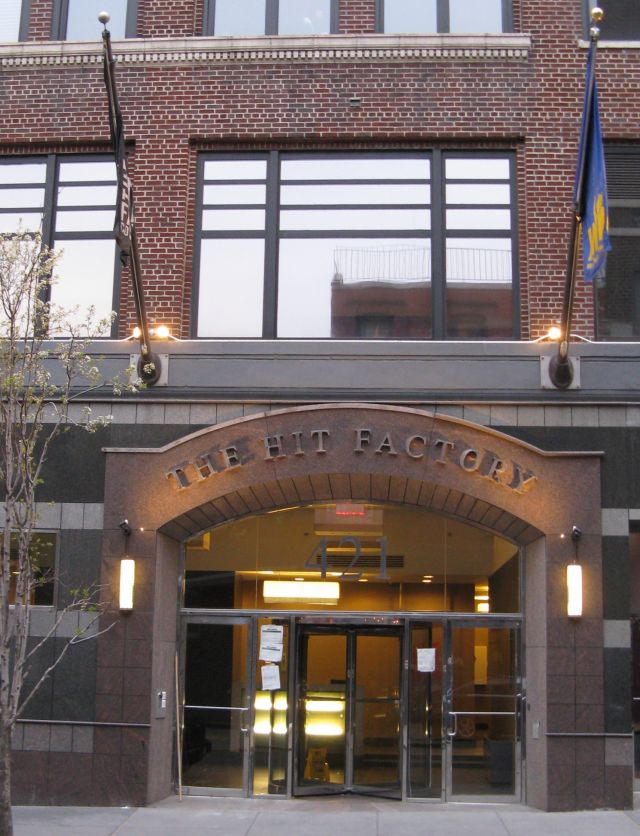
Aufnahmestudio The Hit Factory

Die Aufnahmesessions für Watching the Wheels fanden am 18. August 1980 im Studio The Hit Factory in New York statt, wobei Jack Douglas, John Lennon und Yoko Ono als Produzenten fungierten. Lee DeCarlo, John Smith, James Ball, Tony Davillo und Julie Last waren die Toningenieure der Aufnahme. Die Overdub-Aufnahmen fanden im September statt, das Lied wurde am 20. September mit John Lennons Gesang vervollständigt. Die Abmischung des Stücks fand am 29. September in den Record Plant-East Studios statt.
Besetzung:
- John Lennon: Gesang, Keyboard
- Earl Slick: E-Gitarre
- Hugh McCracken: E-Gitarre
- Tony Levin: Bassgitarre
- George Small: Keyboard
- Michelle Simpson, Cassandra Wooten, Cheryl Mason Jacks, Eric Troyer: Backing Vocals
- Andy Newmark: Schlagzeug
- Arthur Jenkins: Perkussion
- Matthew Cunningham: Hackbrett

Der Toningenieur Tony Davillo sagte über Matthew Cunningham: „Jack (Douglas) hörte, wie dieser Typ namens Matthew Cunningham auf der Straße Hackbrett spielte, und er war gut. Dieser Typ war ein echter Hippie mit strähnigen langen Haaren. Er war ein typischer Straßenmusiker. Sie holten ihn dazu, Hackbrett bei "Watching The Wheels" zu spielen. John stand im Kontrollraum auf und sagte etwas zu ihm über das Talkback. Matt kniff die Augen zusammen, sah ihn an und fragte: »Wie heißt du?« Und John sagte darauf: 'Mein Name ist John.' Dieser Typ starrt ihn nur an und sagt: "Hallo, John." Und dann sagt John: 'Hallo, Matt', und dann sehe ich, wie sie alle lachen, weil dieser Typ nicht wusste, wer er war. Anscheinend war er die einzige Person im Land, die John Lennon nicht kannte.“

## Veröffentlichung

### Singleveröffentlichungen
- Am 27. März 1981 erschien als dritte Singleauskopplung in Großbritannien, in den USA am 13. März 1981, Watching the Wheels / Yes, I’m Your Angel.[4] Auf der B-Seite befand sich die Yoko-Ono-Komposition Yes, I’m Your Angel.
- Am 4. November 1981 erschien in den USA die Single Watching the Wheels / Beautiful Boy (Darling Boy).[5]
- Am 15. Januar 2001 wurde in den USA die 7″-Vinyl-Jukebox-Single in blauem Vinyl veröffentlicht: (Just Like) Starting Over / Watching the Wheels.[6]

### Albumveröffentlichungen
- Am 17. November 1980 erschien das Album Double Fantasy auf dem sich Watching the Wheels befindet.
- Auf der John Lennon Anthology erschien am 2. November 1998 ein Homedemo, diese Version erschien erneut am 1. November 2004 auf dem Album Acoustic.
- Am 1. Oktober 2010 erschien die Doppel-CD Double Fantasy Stripped Down. Disc 1 wird mit Double Fantasy Stripped Down und Disc 2 mit Original Album betitelt. Während die zweite CD die neu remasterte Version des Albums beinhaltet, handelt es sich bei Stripped Down laut CD-Begleitbuch um eine komplette Neuabmischung von Jack Douglas und Yoko Ono, die in den Avatar Studios vorgenommen wurde. Der wesentliche musikalische Unterschied zur Originalabmischung besteht darin, dass die Stimmen von Lennon und Ono deutlicher zu hören sind und diverse Instrumentalbegleitungen und Chöre weggelassen wurden. Watching the Wheels ist 28 Sekunden kürzer.[7]
- Watching the Wheels befindet sich auf folgenden John Lennon-Kompilationsalben: The John Lennon Collection, Lennon, Lennon Legend: The Very Best of John Lennon, Instant Karma: All-Time Greatest Hits, Working Class Hero: The Definitive Lennon, Gimme Some Truth, John Lennon Collector’s Edition, Power to the People: The Hits, Signature Box.
- Am 9. Oktober 2020 erschien das Kompilationsalbum GIMME SOME TRUTH., das neuabgemischte Lieder beinhaltet, so auch Watching the Wheels.

## Chartplatzierungen
Watching the Wheels war das dritte ausgekoppelte Lied aus dem Album Double Fantasy und das zweite, das nach Lennons Tod im Dezember 1980 veröffentlicht wurde. Die Single erreichte in Großbritannien Platz 30, in den Vereinigten Staaten Platz zehn, in Deutschland Platz 46 und Österreich Platz zwölf in den jeweiligen Charts.
| ChartsChartplatzierungen       | Höchstplatzierung | Wochen/ Monate |
| ------------------------------ | ----------------- | -------------- |
| Deutschland (GfK)              | 46 (8 Wo.)        | 8 Wo.          |
| Österreich (Ö3)                | 12 (4 Mt.)        | 4 Mt.          |
| Vereinigtes Königreich (OCC)   | 30 (6 Wo.)        | 6 Wo.          |
| Vereinigte Staaten (Billboard) | 10 (17 Wo.)       | 17 Wo.         |

## Coverversionen
Es gibt über 40 Coverversionen von Watching the Wheels.